# Ван де Вейвер, Йохан
Йохан ван де Вейвер (нидерл. Johan van de Vijver, 22 августа 1915 — 20 февраля 2005) — нидерландский велогонщик, чемпион мира.

## Биография
Родился в 1915 году в Тетерингене. В 1935 году стал бронзовым призёром чемпионата мира, в 1937 и 1938 годах становился чемпионом мира. Помимо этого является обладателей одной серебряной и трёх бронзовых медалей чемпионата Нидерландов.